# Commission Gallant
Pour les articles homonymes, voir Gallant.
La commission Gallant, officiellement nommée Commission d'enquête sur la gestion de la modernisation des systèmes informatiques, est une commission d'enquête publique québécoise instituée en mars 2025 pour faire la lumière sur les défaillances du programme de transformation numérique de la Société de l'assurance automobile du Québec (SAAQ), notamment dans le cadre de la mise en œuvre de la plateforme SAAQclic et du programme Carrefour des services d'affaires (CASA). Cette initiative, annoncée dans la foulée d'irrégularités identifiées par la Vérificatrice générale du Québec, est présidée par le juge Denis Gallant.

## Contexte
Le 20 février 2025, la vérificatrice générale du Québec dépose à l'Assemblée nationale un audit de performance sur la gestion du programme CASA. Ce rapport fait état de lacunes importantes : des retards majeurs, une explosion des coûts, passant de 638 millions à un minimum de 1,1 milliard, et un manque de transparence dans les redditions de comptes. Il y est notamment souligné que des tests essentiels n'ont pas été effectués avant la mise en service de SAAQclic, en février 2023, provoquant des files d'attente massives et des pannes généralisées dans les services aux citoyens,.
Dans la foulée de ces révélations, le gouvernement du Québec décrète la création d'une commission d'enquête indépendante le 18 mars 2025, en vertu de la Loi sur les commissions d'enquête,.

## Mandat
La commission a pour mandat, :
- d'enquêter sur les causes et circonstances des problèmes de gestion du programme CASA (planification, attribution du contrat, dépassements de coûts, mise en service de la plateforme SAAQclic);
- d'établir le niveau de connaissance des autorités de la SAAQ et des ministères concernés à chaque étape du programme;
- de recueillir et analyser les informations pertinentes dans le cadre d'audiences publiques ou à huis clos;
- de formuler des recommandations à la suite de ses constatations.

Bien que la commission ne puisse attribuer de responsabilité pénale ou civile, elle a pour but de rétablir la confiance du public en identifiant les dysfonctionnements et en recommandant des réformes législatives, organisationnelles ou contractuelles. Son rôle est d'établir les faits de manière rigoureuse et publique, tout en respectant les limites imposées par les enquêtes criminelles en cours ou pouvant en découler,.

## Déroulement des travaux
Les audiences publiques débutent en avril 2025. Rapidement, les témoignages soulèvent des allégations de favoritisme, de mauvaise gestion contractuelle et de dissimulation d'informations.
Un témoignage marquant est celui de l'ex-président du conseil d'administration de la SAAQ, Konrad Sioui. Il affirme que le gouvernement Legault a nommé en 2022, pour des raisons politiques, un président-directeur général sans expertise technologique, Denis Marsolais, contre l'avis du conseil d'administration. Cette décision aurait contribué à l'échec du projet SAAQclic,.
Des documents présentés à la commission montrent que des membres du conseil d'administration auraient été informés dès octobre 2020 que des dépassements de coûts étaient à prévoir en 2022. Toutefois, la présidente du CA de l'époque a affirmé ne pas s'en souvenir, bien que les procès-verbaux de l'époque mentionnent ces discussions.
La Commission entend également des vérificateurs internes de la SAAQ qui dénoncent des appels d'offres rédigés de manière à favoriser d'anciens collègues de l'ex-vice-président à l'expérience numérique. Plusieurs contrats, parfois de près d'un million de dollars, ont été accordés à des consultants ayant travaillé avec lui auparavant, notamment chez Hydro-Québec ou dans la firme R3D. Les critères retenus, comme l'exigence d'une maîtrise non substituable par l'expérience, auraient exclu toute concurrence réelle, ce qui a mené à des situations où un seul soumissionnaire était jugé conforme,.
Des cas spécifiques ont été mis en lumière, notamment celui d'un des consultants, dont le contrat de 994 000 $ était, selon un auditeur, manifestement prédestiné. Une autre consultante a été embauchée par la firme LGS peu après avoir contribué à la rédaction d'un appel d'offres que cette même firme a remporté, malgré une clause contractuelle lui interdisant un tel transfert.
Les vérificateurs ont également soulevé des irrégularités dans la facturation. Le taux horaire de certains consultants est passé de 82 $ à 350 $ sans justification claire, et des heures ont été facturées pour du télétravail, bien que les contrats exigeaient la présence sur place. Une enquête interne a confirmé ces écarts, évalués à environ 1,5 million de dollars. L'un des vérificateurs a affirmé avoir reçu l'ordre de détruire des documents liés à ses constatations, ce qu'il a refusé de faire.
Plus largement, ces pratiques s'inscrivent dans un contexte où la transformation numérique avait été dès le départ mal estimée. Un écart de 800 000 heures de travail supplémentaires ayant été identifié deux ans après le début du projet. Des témoignages indiquent que le projet souffrait d'un manque de main-d'œuvre qualifiée, de pressions politiques et de suivis budgétaires déficients, connus avant même les élections de 2022,.
Plusieurs intervenants ont également souligné que ces problèmes ne sont pas propres à la SAAQ : des rapports du vérificateur général du Québec, présentés en commission, montrent que des pratiques similaires (sous-traitance excessive, absence de reddition de comptes, appels d'offres à faible concurrence) sont observées dans de nombreux projets gouvernementaux depuis plus d'une décennie. Le projet SAAQclic, initialement estimé à 200 millions de dollars, pourrait coûter plus de 1,1 milliard selon les dernières évaluations.